# アナスタシア・ミハイロヴナ
アナスタシア・ミハイロヴナ（ロシア語: Анастасия Михайловна, ラテン文字転写: Anastasia Mikhailovna, 1860年7月28日 - 1922年3月11日）は、メクレンブルク＝シュヴェリーン大公フリードリヒ・フランツ3世の妃。ロシア大公女。ロシア皇帝ニコライ1世の末子ミハイル・ニコラエヴィチ大公の長女（第2子）、母はバーデン大公家出身の妃オリガ・フョードロヴナ。

## 幼年時代

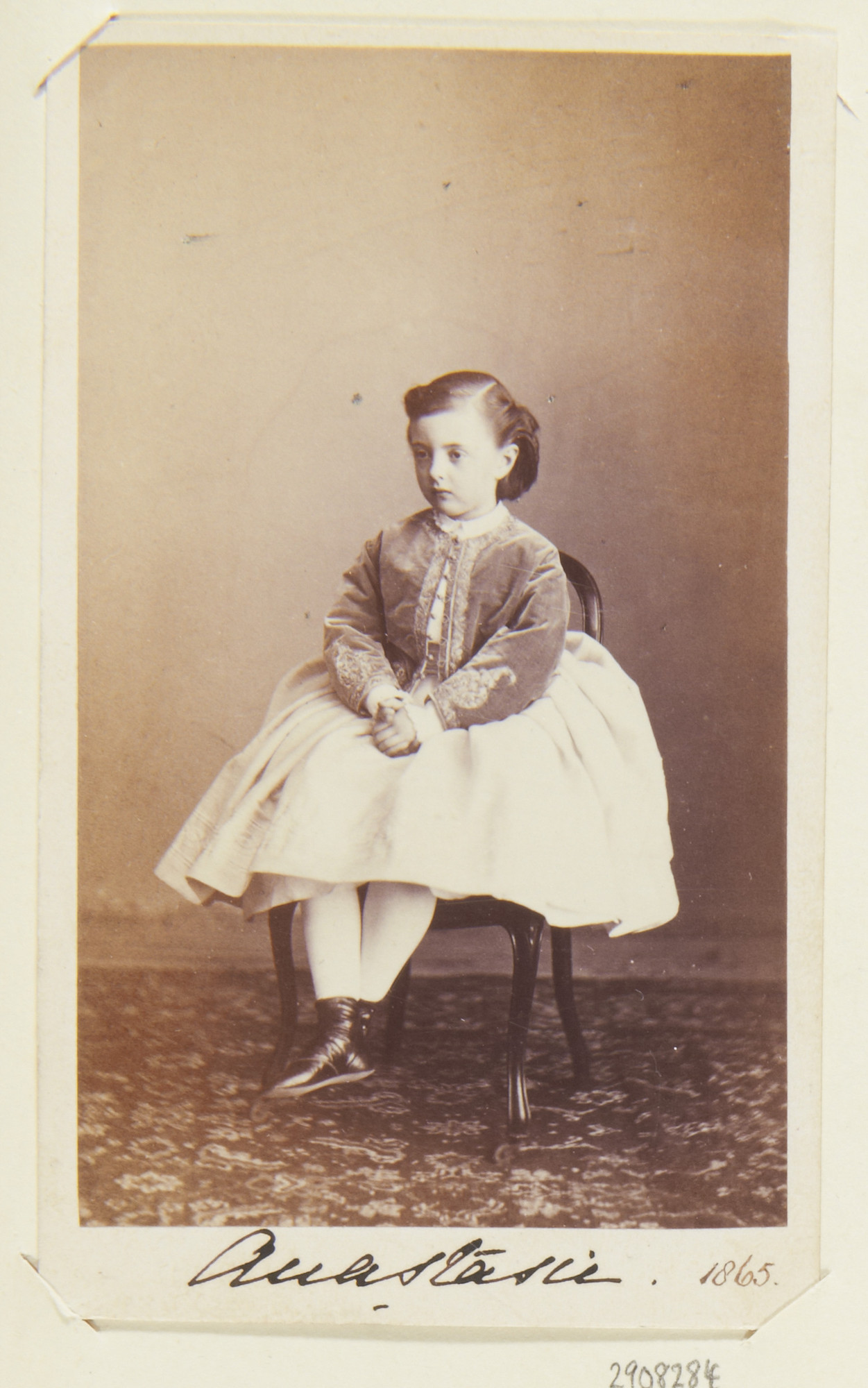
アナスタシア、1865年

2歳の時に、父がカフカース総督になったため、一家はグルジアへ転居した。彼女は、雄大な自然に囲まれたティフリス（現在のジョージアの首都トビリシ）の宮殿で育った。アナスタシアの他は6人兄弟ばかりで、文字通り一人娘のアナスタシアは『スタッシー』と呼ばれて父の愛情を一心に受けた。対照的に、母オリガは自制の効いた愛情を子供たちにみせ、アナスタシアを兄弟たちと分けて育てた。長身で黒髪と東洋的な緑色の瞳をしたアナスタシアは、独立心旺盛な意志の強い女性に育った。
1878年、18歳になろうとしていたアナスタシアに、母とマリア・パヴロヴナ（ウラジーミル・アレクサンドロヴィチ大公の妃）が、マリアの実兄で27歳になるメクレンブルク＝シュヴェリーン大公世子フリードリヒ・フランツとの縁談をもちこんできた。アナスタシアとフリードリヒ・フランツの祖母たちはプロイセン王家出身で姉妹にあたり、彼は皇帝パーヴェル1世の子孫でもあった。同年の春、フリードリヒ・フランツはアナスタシアに会いにティフリスへやってきた。彼は資産家であり、大公家の跡継ぎであったが、喘息に苦しみ体が弱かった。アナスタシアは、将来の安定した地位を約束するこの縁談に異を唱えることはできなかった。1879年1月、ペテルブルクの冬宮で2人は結婚し、2月にシュヴェリーンへ向かった。

## 大公妃

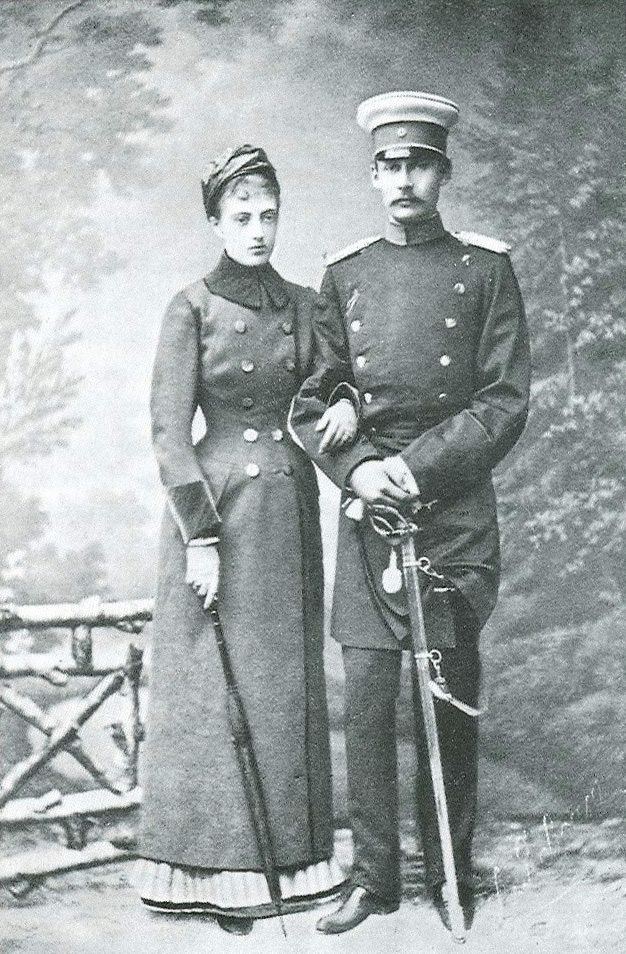
アナスタシアと夫フリードリヒ・フランツ、1880年

シュヴェリーンの宮廷は、規律が厳しく全てが旧式で、若いアナスタシアが自分の思い通りに部屋の模様替えをすることも許されなかった。母オリガはドイツ人であったが、アナスタシアはホームシックになり、新しい母国のことを好きになれなかった。彼女はすぐに妊娠し、結婚した年に長女アレクサンドリーネを生んだ。悪化していく夫の体調を考え、温暖なイタリアやフランスで過ごすことが多くなるのは、この頃からであった。1882年、パレルモで長男フリードリヒ・フランツが生まれた。1883年、夫が大公に即位し、一家はシュヴェリーンへ戻らなければならなくなった。新しい大公妃アナスタシアは、初めこそ女主人として自分の地位を楽しんだが、すぐにまたイタリアやフランスが恋しくなり、出かけてしまった。1886年、次女ツェツィーリエをカンヌで生んだ。ほとんどシュヴェリーンへ帰らず、モンテカルロのカジノに入り浸り、リヴィエラの社交界で華やかな生活を続ける妻を、フリードリヒ・フランツ大公は終生愛し続けた。
1897年4月10日の早朝、フリードリヒ・フランツは妻のために建設したカンヌのヴィラで、謎の転落死を遂げた。シュヴェリーンで人気のない大公妃は、大公を殺した犯人であると国民に疑われた。大公が自身の健康に悩んで自殺したのは明白であったが、表向き事故死とされた。夫の死後、アナスタシアは夫の私的財産を全て相続した。15歳のフリードリヒ・フランツ4世が叔父ヨハン・アルブレヒトの摂政の下、大公に即位した。36歳で未亡人となったアナスタシアは、ますますシュヴェリーンと疎遠になっていった。蝶々のような暮らしをするアナスタシアは、1902年12月、私設秘書ウラジーミル・パルトロフとの子アレクシスをニースで密かに生んだ。初めは妊娠・出産を隠し通したアナスタシアだったが、このことはのち暴露され醜聞となった。フランス寄りの彼女を嫌うドイツ皇帝ヴィルヘルムは、皇太子妃となったツェツィーリエに母親が近づくことを嫌った。

## 大戦と革命
第一次世界大戦が勃発すると、ドイツ側にいるべきアナスタシアは、フランスにとどまり続けた。3人の子供たちのうちフリードリヒ・フランツとツェツィーリエはドイツ側、アレクサンドリーネは中立国のデンマークにいた。そしてドイツの敵は、祖国ロシアであった。複雑な立場となったアナスタシアは中立国スイスへ移ることへ決め、大戦の間ローザンヌのサヴォイ・ホテルに住んだ。カンヌのヴィラは、フランスの軍病院として使われた。
大戦の間、アレクサンドリーネを通じてドイツにいるフリードリヒ・フランツとツェツィーリエの消息を知らされていた。ロシア革命で、兄弟のニコライやセルゲイらがボリシェヴィキに殺されたことも知った。ドイツの敗戦で戦争が終結すると、自身もフリードリヒもツェツィーリエも、王族としての地位を失った。アナスタシアは、再びフランスへ帰った。ロシアのパスポートを持ち、従妹エカチェリーナ・ユーリエフスカヤ（皇帝アレクサンドル2世が貴賤結婚でもうけた娘）と元のような生活に戻ったのだった。彼女はカンヌ近郊のエズにヴィラを買った。ここで晩年を過ごし、1922年3月、甥アンドレイ主催のパーティーに出席したすぐ後に急死した。
葬儀はシュヴェリーンでおこなわれ、1914年以来初めて3人の子供たちが再会を果たした（庶子アレクシスは出席しなかった）。アナスタシアの棺は、大公家の墓所であるルートヴィヒスルストに収められた。

## 子女
- アレクサンドリーネ（1879年 - 1952年）　デンマーク王クリスチャン10世妃
- フリードリヒ・フランツ4世（1882年 - 1945年）　メクレンブルク＝シュヴェリーン大公
- ツェツィーリエ（1886年 - 1954年）　ドイツ皇太子ヴィルヘルム妃

秘書パルトロフとの間に庶子を1子もうけた。
- アレクシス・ルイ・ド・ヴェンデン（1902年 - 1976年）